# Negreira
Negreira település Spanyolországban, A Coruña tartományban. Negreira Santa Comba, A Baña, Ames, Brión, Outes és Mazaricos községekkel határos. Lakosainak száma 6961 fő (2024).

## Népesség
A település népessége az utóbbi években az alábbiak szerint változott:
| Lakosok száma | 6570 | 6497 | 6481 | 6941 | 7077 | 7009 | 6911 | 6827 | 6775 | 6961 |
|               | 2001 | 2004 | 2006 | 2009 | 2011 | 2014 | 2016 | 2019 | 2021 | 2024 |